# Portada/article setembre 25

## Barcelona
Barcelona, situada a la costa mediterrània de la península Ibèrica, és la capital de Catalunya, de la província de Barcelona i de la comarca del Barcelonès, a més de la segona ciutat en població i pes econòmic d'Espanya. El municipi creix sobre una plana encaixada entre la serralada Litoral, el mar Mediterrani, el riu Besòs i la muntanya de Montjuïc. La ciutat acull les seus de les institucions d'autogovern més importants de Catalunya: la Generalitat de Catalunya i el Parlament de Catalunya. Per haver estat capital del Comtat de Barcelona, rep sovint el sobrenom de Ciutat Comtal.